# Дисилицид вольфрама
Дисилицид вольфрама — неорганическое соединение металла вольфрама и кремния с формулой WSi2, серо-синие кристаллы, не растворимые в воде.

## Получение
- Нагревание порошкообразных вольфрама и кремния в инертной атмосфере:

{\displaystyle {\mathsf {W+2Si\ {\xrightarrow {1000-1200^{o}C}}\ WSi_{2}}}}
- Разложение хлорида кремния на раскалённой вольфрамовой нити:

{\displaystyle {\mathsf {W+2SiCl_{4}\ {\xrightarrow {T}}\ WSi_{2}+4Cl_{2}}}}
- Алюмотермическое восстановление смеси оксида вольфрама(VI) и диоксида кремния:

{\displaystyle {\mathsf {3WO_{3}+6SiO_{2}+14Al\ {\xrightarrow {T}}\ 3WSi_{2}+7Al_{2}O_{3}}}}

## Физические свойства
Дисилицид вольфрама образует серо-синие кристаллы тетрагональной сингонии, пространственная группа I 4/mmm, параметры ячейки a = 0,3211 нм, c = 0,7868 нм, Z = 2.
Не растворяется в воде.

## Химические свойства
- Разлагается при нагревании на воздухе:

{\displaystyle {\mathsf {2WSi_{2}+7O_{2}\ {\xrightarrow {900^{o}C}}\ 2WO_{3}+4SiO_{2}}}}
- Реагирует с хлором при нагревании:

{\displaystyle {\mathsf {WSi_{2}+7Cl_{2}\ {\xrightarrow {450^{o}C}}\ WCl_{6}+2SiCl_{4}}}}